# Michael Diamond (tiratore)
Michael Constantine Diamond (Goulburn, 20 maggio 1972) è un tiratore a volo australiano.
Ha vinto due medaglie olimpiche, entrambe d'oro, una alle Olimpiadi 1996 svoltesi ad Atlanta nella specialità fossa olimpica e una alle Olimpiadi 2000 di Sydney anche in questo caso nella categoria fossa olimpica.
Inoltre ha vinto cinque medaglie d'oro (1998, 2002, 2002, 2006 e 2010) e tre di argento (1998, 2002, 2010) ai Giochi del Commonwealth in diverse categorie.
Ha anche partecipato alle Olimpiadi 1992 (undicesimo posto nella fossa olimpica mista), alle Olimpiadi 2004 (ottavo posto nella fossa olimpica uomini), alle Olimpiadi 2008 (quarto posto nella fossa olimpica uomini) e alle Olimpiadi 2012 (quarto posto nella fossa olimpica uomini). Alle Olimpiadi 2000 inoltre ha anche gareggiato nella fossa doppia.